# Partido Comunista del Ecuador
El Partido Comunista del Ecuador (PCE) es un partido político ecuatoriano que ha asumido ese nombre desde 1930, tras haber formado parte del Partido Socialista (PSE), fundado en 1926, proclamando esa última fecha como la de fundación. Integrante de la Tercera Internacional al ingresar dentro del marxismo-leninismo. También es miembro participante del foro de São Paulo.

Fue ganando relevancia en la política ecuatoriana alcanzando su cénit en las elecciones de 1944, obteniendo 15 de los 85 escaños que formaban el Congreso Nacional del Ecuador,[cita requerida] algunos de sus militantes obtienen cargos nacionales: César Endara es nombrado miembro del Consejo Nacional de Economía -cargo que mantiene hasta 1956-[cita requerida] y se obtiene la devolución de las tierras usurpadas a los indígenas por los sectores terratenientes.[cita requerida] Alfredo Vera -en ese entonces miembro del PCE- llega al Ministerio de Educación y se otorga un escaño a la primera mujer que sería diputada en la historia de Ecuador: Nela Martínez.

## Historia

### Antecedentes
La procedencia de algunos comunistas ecuatorianos se la puede hallar en las guerrillas montoneras alfaristas de la revolución liberal, donde se encuentra a dirigentes indígenas como Jesús Gualavisí y Ambrosio Lasso; este último fue miembro del ejército de Alejo Sáes y dirigente de la batalla de Chuquirá de 1935. También tuvieron participación personajes como César Endara y Floresmilo Romero Paredes en los comités de algunas huelgas como la de tipógrafos de 1918 y la del 15 de noviembre de 1922; así como también en la Revolución Juliana de 1925 donde se expulsó a Francisco Urbina Jado y el Banco Comercial y Agrícola de Guayaquil.[cita requerida]
Tras esta revolución y la huelga general de 1922 se dio paso a la fundación del Partido Socialista (PSE) en 1926, a partir de células surgidas a partir de 1924. Tiempo antes, el 25 de septiembre de 1925, se constituyó la "Sección Comunista de Propaganda y Acción Lenin" bajo la tutela del diplomático mexicano Rafael Ramos Pedrueza, quien lo tendría que representar ante la sección mexicana y la Tercera Internacional, en octubre del mismo año dejara el país.

### Inicios
Antes de ello el 3 de septiembre de 1928 se había obtenido la afiliación del Partido Socialista (PSE) a la III Internacional, como respuesta a una solicitud enviada al IV Congreso de la Internacional y firmada por el secretario general César Endara, Alejandro Maldonado, Juan F. Karolys y Enrique Terán.
Pero en el PSE se había formado una discusión interna por la posición marxista de la organización y el ingreso de este a la Internacional liderada por el Partido Comunista de la Unión Soviética. En esto se funda en 1929 la Federación Juvenil Comunista en un Consejo Nacional ampliado del PSE. El 6 de enero de 1931 fue en la que puso fin a la pugna por la dirección del PSE con la salida de siete miembros del sector que mantendrá el nombre de PSE de una reunión, en ella están incluido a Leonardo Muñoz y a Enrique Terán que mantuvieron durante poco tiempo el nombre de Juventud Comunista. En octubre del mismo año, en su Segundo Congreso, se realiza la afiliación oficial a la Internacional y su cambio definitivo de nombre a Partido Comunista (PCE). En 1933, obtendrán su legalidad, participando en las elecciones presidenciales de ese año con el secretario general Ricardo Paredes Romero a la presidencia.
En 1944, el gobierno de Carlos Arroyo del Río cae en la gloriosa del 28 de mayo, el poder se le será entregado a José María Velasco Ibarra por la Alianza Democrática Ecuatoriana, de la que formó parte este partido. En el nuevo gobierno, el militante del partido, Pedro Saad, asumirá funciones como asesor del presidente.
El Tercer Congreso se realiza en la clandestinidad en mayo de 1946 con Paredes Romero a la cabeza, tras la autoproclama de Velasco Ibarra como dictador y la disolución de la Asamblea Constituyente de 1945. Es cuando se anuncia su primera gran autocrítica respecto a su "política de alianzas", reconoce que se tenía prejuicios errados respecto a "los monopolios imperialistas" y la "semicolonialidad"; y deshecha las posiciones "browderistas" de sus filas.

### En la ruptura Sino-Soviética
En 1946 tras el fracaso de la alianza con Velasco Ibarra el partido fue ilegalizado con la consecuente encarcelación de numerosos afiliados, para ser posteriormente legalizado bajo la presidencia de Galo Plaza Lasso. La junta militar que gobernó el país en la década de 1960 volvió a ilegalizarlo, y fue durante esta segunda etapa en la clandestinidad cuando sufrió su principal escisión, que se constituiría como Partido Comunista Marxista Leninista del Ecuador (PCMLE) en 1964.

El Sexto Congreso del PCE hubo de proclamar la urgencia por crear un "Frente de Liberación Social y Nacional" como objetivo táctico y la vía no pacífica para la disputa por el Socialismo, sin determinar las formas de lucha a ejecutar por el Partido (legales, ilegales o clandestinas); generando así pugnas ideológicas en el seno del PCE.

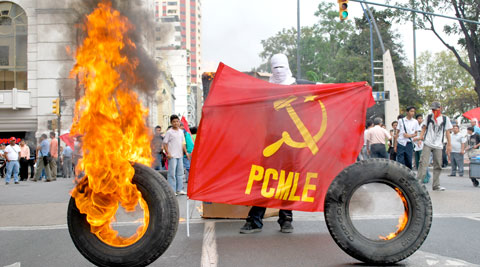
Manifestaciones del PCMLE en el 2010

Se presentan 2 sectores encontrados uno liderado por Rafael Echeverría Flores (quien se adhiere tras la revolución del 28 de mayo de 1944) y el otro por la vieja guardia del Partido con Pedro Saad a la cabeza. Las pugnas ideológicas reforzadas de un barniz "regionalista", por el infiltramiento de la Agencia Central de Inteligencia y el fracaso de un proyecto guerrillero en las orillas del río Toachi (Provincia de Santo Domingo de los Tsáchilas) concluyen en la división de dicho Partido y la fundación del PCMLE.
Philip Agee exagente de la CIA, escribió un libro donde relata el infiltramiento a la "fuerza más organizada" de la izquierda ecuatoriana en los años 60 y el objetivo número uno de la Compañía: el Partido Comunista del Ecuador.
La Agencia de Inteligencia norteamericana habría realizado diversas acciones desde la quema de la biblioteca del partido, hasta autoatentados contra dirigentes eclesiales; sin embargo su mayor alcance fue el infiltramiento del Partido Comunista con algunos agentes que rodearon a la figura de Rafael Echeverría Flores -dirigente del Comité Provincial de Pichincha-, los nombres de estos constan en el libro "Cia Diary. Inside The Company", identificados como: Mario Cárdenas, Atahualpa Basantes (militar retirado) y Luis Vargas. Tras la posterior formación del PCMLE, algunos de ellos seguirían a Echeverría en la dirección de dicho Partido, siendo expulsados en 1966 por las reiteradas acusaciones como informantes de policía. La agrupación Pueblo Nuevo grabó el Himno para el partido.

### Gobierno de Rafael Correa
En el año 2012, los miembros de la "Juventud Comunista del Ecuador" fueron expulsados por actividades no autorizadas por el Comité Central y luego formaron un autodenominado "Partido Comunista Ecuatoriano", facción más cercana al socialismo del siglo XXI y al bolivarianismo, el cual publica un folleto llamado "Poder Popular" y un informativo semanal llamado "Bandera Roja".
La militancia del PCE influye en la Confederación de Trabajadores del Ecuador (CTE) dentro del mundo sindical.
También es otro de los partidos políticos que apoya al presidente Rafael Correa desde su primera campaña a la presidencia en 2006.

## Dirigentes representativos del PCE
- Ricardo Paredes Romero
- Pedro Saad Niyaim
- Enrique Gil Gilbert
- Joaquín Gallegos Lara
- Tránsito Amaguaña
- Dolores Cacuango Quilo
- Gustavo Becerra Ortiz
- Alba Calderón de Gil
- Ana Moreno
- Aurora Estrada
- Gustavo Iturralde Núñez
- Pedro Caicedo
- Vladimir Paguay
- Wilson Paguay

## Unión Democrática Popular y el Frente Amplio de Izquierda FADI

Logo del Frente Amplio de Izquierda

El partido comunista fue reconocido legalmente hasta la década de 1960, manteniendo su existencia pero formando otras estructuras políticas que lo representanten electoralmente, siendo el primero de estos la Unión Democrática Popular, lista 9. Para las elecciones de 1968 candidatearon a Elías Gallegos, quedando en último lugar. Para las elecciones de 1979, la Unión Democrática Popular se vuelve el partido representativo de la izquierda, candidatizando a René Maugé, quien queda en último lugar. En 1983, la UDP se reestructura como el Frente Amplio de Izquierda, FADI, manteniendo la lista 9, el cual se convierte junto al Movimiento Popular Democrático en el partido de izquierda más representativo del país. El FADI fue dirigido por los líderes comunistas como René Mauge y Gustavo Iturralde, candidatos presidenciales.
En las siguientes elecciones de 1984, tanto el partido socialista como el FADI presentan candidatos presidenciales: Manuel Salgado por el PSE que queda en el último lugar, y René Maugé por el FADI quien queda en el octavo puesto. A partir de estas elecciones, el FADI empieza a perder fuerza, mientras que el PSE empieza a crecer. 
En 1995 el Partido Socialista de Ecuador y el Frente Amplio de Izquierda (FADI) se fusionan en el Partido Socialista-Frente Amplio (PS-FA),entrando el partido en un proceso de reestructuración interna, teniendo mayor influencia el partido socialista, por lo que el Partido Comunista perdió su representatividad electoral.

### Resultados Electorales
| Año  | Candidatos        | Candidatos       | 1a Vuelta | 1a Vuelta       | Resultado     | Notas                                                   |
| Año  | Presidente        | Vicepresidente   | Votos     | %               | Resultado     | Notas                                                   |
| ---- | ----------------- | ---------------- | --------- | --------------- | ------------- | ------------------------------------------------------- |
| 1968 | Elías Gallegos    | Gonzalo Villalba | 17.040    | 1.99%           | 5.º Lugar     |                                                         |
| 1978 | René Maugé        | Aníbal Muñoz     | 65.187    | 4.73%           | sexto Lugar   |                                                         |
| 1984 | René Maugé        | Humberto Vinueza | 94.070    | 4.26%           | octavo Lugar  |                                                         |
| 1988 | Jaime Hurtado     | Efraín Àlvarez   | 152 970   | \| \| 5,00 % \| | séptimo Lugar | En coalición con el MPD en el Frente de Izquierda Unida |
| 1992 | Gustavo Iturralde | Édison Fonseca   | 15.760    | 0.46%           | 11.º Lugar    |                                                         |
|      | 5,00 %            |                  |           |                 |               |                                                         |